# Каракол (Самарский район)
Каракол (каз. Қаракөл, до 1992 г. — Новообухово) — село в Самарском районе Восточно-Казахстанской области Казахстана. Входит в состав Палатцынского сельского округа. Код КАТО — 635057280.

## Население
В 1999 году население села составляло 477 человек (232 мужчины и 245 женщин). По данным переписи 2009 года, в селе проживали 384 человека (194 мужчины и 190 женщин).